# Ericaella longipes
Ericaella longipes là một loài nhện trong họ Miturgidae.
Loài này thuộc chi Ericaella. Ericaella longipes được Arthur Merton Chickering miêu tả năm 1937.